# 198592 Antbernal
198592 Antbernal è un asteroide della fascia principale. Scoperto nel 2005, presenta un'orbita caratterizzata da un semiasse maggiore pari a 2,8158783 UA e da un'eccentricità di 0,0555047, inclinata di 7,17988° rispetto all'eclittica.